# Souleymane Mamam
Souleymane Mamam (Lomé, 24 juli 1987) is een Togolese voetballer.
Hij staat onder contract bij Manchester United, maar werd bij zijn overname in 2003 onmiddellijk uitgeleend aan Antwerp FC. In mei 2001 speelde Mamam zijn eerste WK-kwalificatiewedstrijd, tegen Gambia, hij was toen welgeteld 13 jaar en 310 dagen oud. Daarmee is hij de jongste speler ooit die een WK-kwalificatiewedstrijd speelde. Mamam speelt als aanvallende middenvelder en hij is 177 cm groot.